# Якушин, Александр Николаевич
Алекса́ндр Никола́евич Яку́шин (род. 9 мая 1956, Москва) — российский военачальник, генерал-майор. Начальник штаба Космических войск России (2008—2010).

## Биография
С 1984 г., по окончании Военной академии имени Ф. Э. Дзержинского, служил на различных инженерных должностях в частях наземного автоматизированного комплекса управления космическими аппаратами.
С 1989 г. — на штабных должностях: офицер, старший офицер отдела комплексного планирования космических средств Главного управления вооружения Управления начальника космических средств Министерства обороны; с 1993 г. — старший офицер отдела перспектив развития управления штаба Военно-космических сил; с 1995 г. — старший офицер, начальник группы планирования применения космических сил и средств Главного оперативного управления Генерального штаба Вооружённых Сил РФ. В 2000 г. — заместитель начальника Управления средств выведения и наземной космической инфраструктуры Российского авиационно-космического агентства. С 2001 г. — первый заместитель начальника оперативного управления штаба Космических войск.
В 2002 г. окончил факультет переподготовки и повышения квалификации Военной академии Генерального штаба Вооружённых Сил Российской Федерации.
С 2004 г. — заместитель, с 2005 г. — первый заместитель начальника штаба Космических войск. В 2006 г. присвоено очередное воинское звание генерал-майор.
В 2008 — 2010 гг. — начальник штаба — первый заместитель командующего Космическими войсками России. 21 сентября 2010 года освобождён от должности и уволен с военной службы.

### Семья
Женат, имеет пять детей.